# Non-danse
La non-danse est un mouvement chorégraphique de danse contemporaine né au milieu des années 1990, principalement en France, et revendiquant une création scénique transdisciplinaire s'écartant du mouvement dansé traditionnel pour intégrer voire substituer les autres arts de scène (théâtre, vidéo, lecture, arts plastiques, musique) à la danse qui est plus ou moins mise en retrait.

## Historique
Les chorégraphes qui ont développé la non-danse sont souvent issus du mouvement de la nouvelle danse française auxquels ils ont participé en tant qu'interprètes dans les années 1980. Devenus chorégraphes au milieu des années 1990, leur travail s'attache à développer des créations où la danse et le mouvement dansé disparaissent au profit de nombreuses autres activités ou techniques scéniques allant de l'intégration du théâtre pur, de la lecture, des arts plastiques, de la musique, et fréquemment de la vidéo, le film, ou des projections. Les représentations s'apparentent alors à des performances dont les techniques d'improvisation auraient disparu et dont les danseurs ne seraient plus nécessairement indispensables à l'exécution de l'œuvre, le chorégraphe-auteur s'exprimant par la voie d'autres médias et parfois dans des lieux initialement non destinés aux représentations chorégraphiques comme les musées.
Le précurseur de ce mouvement est Orazio Massaro (danseur de la compagnie Dominique Bagouet de 1987 à 1990), avec le spectacle Volare, qu'il crée lors du Festival Montpellier Danse en 1990. Dans ce spectacle, pour la première fois dans l'histoire de la danse contemporaine française, six danseurs sont privés de chorégraphie et deviennent les acteurs d'un regard critique sur la danse, à travers leurs histoires autobiographiques.
Les principaux chorégraphes associés au mouvement de la non-danse sont Boris Charmatz, Jérôme Bel, Hervé Robbe, Xavier Le Roy, Alain Buffard, Benoît Lachambre, Josef Nadj, Maguy Marin (dans ses pièces récentes), Carlotta Sagna, Wayn Traub, Marco Berrettini.